# Thora Hallager
Thora Hallager, född 3 februari 1821, död 16 juni 1884, var en dansk fotograf. Hon var den första kvinnliga yrkesfotografen i Danmark.
Informationen om Thora Hallager är knapphändig. Hon var utomäktenskaplig dotter till krigsassessorn Andreas Hallager (död 1853) och Anne Margrethe Degen, som levde tillsammans fram till 1846. Hon lärde sig dagerrotypi under en studieresa till Paris år 1855, och öppnade år 1857 sin egen fotoateljé i Köpenhamn. Hon tros dock ha varit verksam i Köpenhamn under några år innan hon öppnade sin egen ateljé, och studieresan till Paris torde ha handlat om att lära sig den senaste tekniken inom konsten snarare än att lära sig den från början. Hon var Danmarks första kvinna verksam som yrkesfotograf. Hon är känd som H C Anderssens hyresvärd 1866–1869 och 1871–1873.